# Confissão (direito)
Em direito penal, confissão é a declaração ou admissão, pelo acusado, do crime que praticou.

## Etimologia
"Confissão" se originou do termo latino confessione.

## História
Historicamente, a confissão sempre teve lugar destacado na forma de convencimento do julgador.
Os antigos consideravam a confissão como prova por excelência, probatio probatissima, a rainha das provas, a única que podia assegurar, num processo criminal, a consciência do juiz e permitir-lhe, sem escrúpulo e sem remorso, pronunciar o castigo capital. A inquisição é um exemplo claro da forma de utilização da confissão. 
Quando não havia certeza sobre a culpabilidade do acusado, mas sendo provável que o mesmo realizara o crime que lhe era imputado, o Tribunal, por maioria dos seus membros, podia recomendar a tortura como meio de ser obtida a confissão. A tortura, às vezes, era adiada apenas para que o medo tomasse conta do acusado e ele se decidisse a confessar sua falta, não importando muito o fato de ser ou não inocente. Neste caso, a confissão do réu era tida como verdade absoluta.

## No Processo Penal Brasileiro
De acordo com a doutrina, para ser aceita, a confissão tem que obedecer a certos requisitosː

### Requisitos Intrínsecos
- Verossimilhança: ou seja, a probabilidade do fato ter ocorrido como foi confessado, não sendo a declaração absurda e devendo conter uma sequencia lógica da narrativa.
- Certeza: deve o réu confessar fatos que sejam do seu conhecimento e não dependam de comprovação por outras fontes.
- Persistência: a repetição da confissão, uma vez que quando o réu, de fato admitir sua culpa, narra a mesma versão tantas quantas forem às vezes em que foi ouvido. Porém deve-se tomar um cuidado nesse ponto. Exigir do réu a repetição do que foi dito, em determinadas condições, pode criar no acusado uma forma de tortura psicológica, levando-o a contradizer-se.
- Coincidência: deve haver coincidência com os demais elementos probatórios que estão no processo. Não deve ser levado em consideração uma confissão que vai exatamente de encontro a todas as demais provas colhidas durante a investigação.
- Conteúdo relacionado ao confitente: a confissão deve ser relacionada à pessoa do réu, ele deve assumir a autoria. Quando o réu faz menção a terceiro, não deve ser considerada como confissão. Nesse caso pode servir como testemunho, ou delação, que também são meios de provas admitidas no processo.

### Requisitos Extrínsecos
- Pessoal: a confissão deve ser feita pela pessoa do réu. Não é admitindo a produção por defensor do mandatário, ainda que com poderes específicos para este ato, ou por mais amplos e ilimitados que sejam.
- Expressa e reduzida a termo: não existe a confissão tácita no ordenamento brasileiro, desta forma a confissão produzida oralmente, deve constar por termo no processo para que tenha validade.
- Livre e espontânea: deve ser livre de coação ou erro.
- Juiz competente: prestada diante do juiz competente para julgar a lide.
- Produzida por pessoa capaz: o confidente deve possuir saúde mental e discernimento sobre o que está fazendo.

## Espécies de Confissão
Podem ser: quanto ao lugar onde é produzida e quanto aos efeitos que acarreta.

### Quanto ao Lugar
Podem ser de duas espécies: judicial e extrajudicial. Vale ressaltar que a lei não conceituou a confissão judicial, ficando essa função a cargo da doutrina e jurisprudência local.

### Confissão Judicial
Há confissão judicial quando esta é prestada no próprio processo, no caso o penal, perante juiz competente, mediante forma prevista e não atingida por nulidade.
A confissão feita em outro processo, não importando a sua natureza, se criminal, civil ou trabalhista, mesmo quando perante juiz competente, trabalhada nos autos da ação respondida, não é confissão judicial, porém mera prova emprestada. 
Somente quando feita no próprio processo e perante acusação específica é que pode ser considerada como judicial.
No processo penal brasileiro, o interrogatório é o momento adequado para a confissão, entretanto, se surgir posteriormente pode ser tomada por termo nos autos como manda o artigo 199 do Código de Processo Penal Brasileiro: a confissão, quando feita fora do interrogatório, será tomada por termo nos autos, observado o disposto no Art. 195. Como consequência deste artigo, somente será confissão judicial a surgida em interrogatório ou a termo.

### Confissão Extrajudicial
São todas as outras que não se incluem entre as judiciais. A definição é feita por exclusão: são extrajudiciais todas as que não forem judiciais e podem ser obtidas por meio de tortura.

## Características

### Retratabilidade
Retratar-se o ato ou efeito de retratar-se, isto é, desdizer-se, retirar o que disse. 
A confissão é retratável conforme o artigo 200 do Código de Processo Penal Brasileiro: "a confissão será divisível e retratável, sem prejuízo do livre convencimento do juiz, fundado no exame das provas em conjunto". O acusado tem a prerrogativa de voltar atrás, retirar o que disse. A admissibilidade da retratação compreende-se por que a acusação não adquire direitos fundados na confissão do denunciado. 	
A retratação tanto pode ser total, negando todo o fato, quanto parcial, onde apenas uma parte do que foi confessado é negado.

### Divisibilidade
Assim como a retratabilidade anteriormente vista, a confissão também é divisível. Conforme dispõe o mesmo artigo 200 do código de processo penal, a confissão pode ser aceita em parte e não obrigatoriamente no todo. 
A confissão pode ser qualificada, isto é, o acusado reconhece a existência do fato, mas acrescenta-lhe circunstâncias ou pormenores que o favorecem, Se estes, entretanto, colidirem com os elementos colhidos no processo, serão rejeitados, sem prejuízo de que se aceite a outra parte. A adoção da indivisibilidade da confissão colidiria com o princípio do livre convencimento do juiz.

## O Valor da Confissão como Meio de Prova
É de consenso majoritário entre os doutrinadores que à confissão não pode e nem se deve atribuir absoluto valor probatório.
O código de processo penal, no artigo 197 diz: "o valor da confissão se aferirá pelos critérios adotados para os outros elementos de prova, e para a sua apreciação o juiz deverá confrontá-la com as demais provas do processo, verificando se entre ela e estas existe compatibilidade ou concordância". Desta forma, a confissão no ordenamento é um meio de prova, embora não seja absoluta, devendo ser contestada com as demais provas colhidas no decorrer do processo.
O valor da confissão judicial e da extrajudicial apresenta medidas diferentes quando tratadas pelos magistrados. 
A confissão judicial livre, espontânea e não posta em dúvida por qualquer elemento dos autos pode levar à condenação do acusado. Em relação à confissão extrajudicial, apresenta: a confissão extrajudicial, que não se reveste das garantias do Juízo, é insuficiente, por si só, para embasar uma condenação.

## Direito ao Silêncio
O direito ao silêncio é o oposto da confissão. É o momento em que o réu fica quieto não admite e nem nega o que lhe foi imputado.
O silêncio é um direito inato, inerente ao acusado, devendo ser entendido no processo penal como uma proteção constitucional, assegurada contra a autoincriminação. Não pode existir nenhuma conclusão desfavorável ao interrogado pelo simples fato de ter-se calado, isto é, de abster-se de prestar declarações, em especial das que possam incriminá-lo.
O réu, sujeito de defesa, não tem obrigação nem dever de fornecer elementos de prova que o prejudiquem. Pode calar-se ou até mentir. Ainda que se quisesse ver no interrogatório um meio de prova, só o seria em sentido meramente eventual, em face da faculdade dada ao acusado de não responder. A autoridade judiciária não pode dispor do réu como meio de prova, diversamente do que ocorre com as testemunhas; deve respeitar sua liberdade, no sentido de defender-se como entender melhor, falando ou calando-se, e ainda advertindo-o da existência da faculdade de não responder.
O silêncio é assegurado constitucionalmente pelo artigo 5°, LXIII, ao dizer que: "o preso será informado de seus direitos, entre os quais o de permanecer calado, sendo-lhe assegurada a assistência da família e de advogado".
O réu, no momento do interrogatório, e quando lhe é indagado a respeito da autoria pode calar-se, e essa omissão não pode ser usada contra ele em nenhum momento do processo. Sua participação deve ser verificada através de outros meios de provas. 
A qualquer momento o réu pode solicitar ao juiz competente que seja ouvido a fim de confessar o fato, ainda que tenha anteriormente permanecido em silêncio ou mesmo negado a autoria durante o interrogatório, ou em outras partes do processo.

## No Processo Civil Brasileiro
No Código de Processo Civil, a confissão é disciplinada nos arts. 389 ao 395. Trata-se de um ato jurídico voluntário em que "alguém reconhece a existência de um fato contrário ao seu interesse e favorável ao do seu adversário" (art. 389 do CPC). 
Uma característica peculiar da confissão na esfera cível é que o silêncio pode ser interpretado como confissão ficta. 
Também é importante registrar que a confissão de fatos relacionados à direito indisponível não terá eficácia. 

### Espécies de confissão no Direito Processual Civil
A confissão pode ser judicial ou extrajudicial. Será judicial quando feita, por qualquer meio, no curso do processo. Quando à extrajudicial, ela é manifestada fora do processo.
O Código cita duas espécies de confissão judicial, a espontânea e a provocada (art. 390):
- Espontânea: é quando surge por iniciativa da parte no curso do processo, fora os depoimentos pessoais, como por exemplo através da contestação. Diferentemente do âmbito penal, na esfera cível é admitida a confissão através de representante com poder especial. [8]
- Provocada: é manifestada através do depoimento pessoal, quando a parte responde às perguntas formuladas[9].

Além disso, a confissão pode ser expressa ou ficta:
- Expressa: ocorre quando feita por escrita ou verbalmente (neste último caso, só terá eficácia nos casos em que a lei não exigir prova literal (art. 394)).
- Ficta:ocorre por consequência da omissão da parte, nos casos em que não apresenta a contestação, ou quando apresenta não se defende de determinados pontos, ou quando não aparece na audiência à qual foi intimada para prestar depoimento pessoal, ou quando comparece mas se recusa a prestá-lo[9].